# State of Affairs (série télévisée)
Pour les articles homonymes, voir State of Affairs.
State of Affairs est une série télévisée américaine en treize épisodes de 42 minutes créée par Joe Carnahan et diffusée entre le 17 novembre 2014 et le 16 février 2015 sur le réseau NBC et en simultané sur le réseau Global au Canada.
En Belgique, la série a été diffusée du 10 janvier au 14 février 2016 sur La Deux. En France, elle a été diffusée du 20 mars au 24 avril 2017 sur 13e rue et aussi disponible sur le service de VOD à la demande SFR Play. Elle reste inédite dans les autres pays francophones.

## Synopsis
Charleston Tucker est une analyste de la CIA, elle a été recrutée par la présidente des États-Unis pour être son assistante personnelle. Ses missions sont de prévenir les attaques sur le sol américain et de faire attention aux menaces. 

## Distribution

### Acteurs principaux
- Katherine Heigl (VF : Charlotte Marin) : Charleston « Charlie » Tucker
- Alfre Woodard (VF : Frédérique Tirmont) : la présidente des États-Unis Constance Payton
- Adam Kaufman (VF : Fabrice Josso) : Lucas Newsome
- Sheila Vand (VF : Céline Melloul) : Maureen James
- Cliff Chamberlain (VF : Bertrand Nadler) : Kurt Tannen
- Tommy Savas (en) (VF : Bertrand Liebert) : Dashiell Greer
- David Harbour (VF : Stéphane Pouplard) : David Patrick

### Acteurs récurrents et invités
- Derek Ray (VF : Jérôme Pauwels) : Jack Dawkins, JSOC operator
- James Remar (VF : Jean Barney) : Syd Vaslo
- Farshad Farahat (VF : Omar Yami) : Omar Abdul Fatah, terroriste
- Mark Tallman (VF : Jean-Michel Vaubien) : Aaron Payton
- Chris McKenna (en) (VF : Loïc Houdré) : Nick Vera, CIA operator
- Nestor Carbonell (VF : Xavier Béja) : Raymond Navarro, CIA director
- Courtney B. Vance (VF : José Luccioni) : First Gentleman Marshall Payton
- Christopher Michael Holley (en) (VF : Namakan Koné) : Earl Givens, CIA analyst
- Melinda McGraw (VF : Laurence Charpentier) : la sénatrice Kyle Green
- Reed Diamond (VF : Laurent Larcher) : Jules
- Jenny Pellicer (VF : Laëtitia Lefebvre) : Emily / Melissa
- Nick Shakoor (VF : Marc Saez) : Aleek Al Moosari
- Anil Kumar (VF : Bruno Magne) : Ahmad Ahmadi
- Adam Arkin (VF : Jean-François Aupied) : Victor
- Rex Linn (VF : Saïd Amadis) : le sénateur Burke
- Matthew Lillard (VF : Valéry Schatz) : le directeur Banks

Version française
- Société de doublage : Imagine[6],[7]
- Direction artistique : Stefan Godin[7]
- Adaptation des dialogues : Cécile Favre et Edgar Givry[7]

 Source et légende : version française (VF) sur RS Doublage et Doublage Séries Database

## Développement

### Production
Le 19 janvier 2014, NBC a officiellement commandé un pilote,.
Le 6 mai 2014, le réseau NBC annonce officiellement après le visionnage du pilote, la commande du projet de série,.
Le 2 juin 2014, NBC annonce la date de diffusion de la série au 17 novembre 2014,. 
Le 8 mai 2015, la série a été officiellement annulée après une unique saison.

### Casting
Les rôles ont été attribués dans cet ordre : Katherine Heigl, Cliff Chamberlain, Sheila Vand, Adam Kaufman, Tommy Savas, Alfre Woodard et David Harbour.
En août 2014, Courtney B. Vance et James Remar rejoignent la série dans des rôles récurrent.

## Épisodes
1. Classé trop secret (Pilot)
2. Dans les abysses (Secrets and Lies)
3. Unité d'élite (Half the Sky)
4. Prolifération (Bang, Bang)
5. Premier avertissement (Ar Rissalah)
6. Sérum de vérité (Masquerade)
7. L'École de la terreur (Bellerophon)
8. Tisser sa toile (Ghosts)
9. Enquêtes explosives (Cry Havoc)
10. Hémorragie interne (The War at Home)
11. Le Seul espoir (The Faithful)
12. Au cœur de la cible (Here and Now)
13. Trois, deux, un (Deadcheck)

## Audiences

### Aux États-Unis
Le lundi 17 novembre 2014, NBC diffuse l'épisode pilote à la suite de The Voice, qui réalise une audience de 8,69 millions de téléspectateurs avec un taux de 2,2 % sur les 18-49 ans, qui est la tranche d'âge ciblée par les annonceurs, soit un lancement passable au vu de la locomotive. Ensuite diffusée sans l’appui de The Voice, à partir du quatrième épisode, les audiences chutent sous les 5 millions de téléspectateurs, pour réunir en moyenne 5,3 millions de fidèles au cours de sa première saison.
Au Canada, l'épisode pilote a rassemblé 1,368 millions de téléspectateurs.